# Одэн
Одэн (яп. おでん, 御田) — японское «зимнее» блюдо. Основа одэн ― бульон даси, в котором томятся на медленном огне всевозможные продукты. Среди них ― варёные яйца, дайкон, конняку, рыбное суфле хампэн, рыбные тефтели сацуса-агэ, рыбный фарш чикува, водоросли и многое другое. Мясо встречается гораздо реже, в основном ― ближе к югу Японии. В качестве приправы часто используется японская горчица караси и соевый соус. Одэн не имеет строгого рецепта приготовления, поэтому в конкретном регионе или даже конкретной семье ингредиенты блюда могут различаться.

## Название
Этимологически слово «одэн» происходит от блюда дэнгаку (яп. 田楽), представляющему собой тофу, покрытый соевой пастой мисо.

## Распространение
В Японии одэн часто можно купить на уличных телегах ятай, торгующих едой, и в большинстве магазинов товаров первой необходимости (комбини), в которых в зимний период часто устраивают большие кастрюли с данным блюдом; при этом чем больше ингредиентов ушло на приготовление конкретного варианта блюда, тем дороже он стоит. Бульон из-под одена обычно не съедается.
Помимо Японии, блюдо имеет распространение в Южной Корее и на Тайване (на рынках последнего вместо рыбных котлет для приготовления блюда часто используются свиные).